# Городское поселение Лянтор
Городско́е поселе́ние Лянтор — муниципальное образование в Сургутском районе Ханты-Мансийского автономного округа Российской Федерации.
Административный центр — город Лянтор.

## История
Статус и границы городского поселения установлены Законом Ханты-Мансийского автономного округа — Югры от 25 ноября 2004 года № 63-оз «О статусе и границах муниципальных образований Ханты-Мансийского автономного округа — Югры»

## Население
| 2009    | 2010    | 2012    | 2013    | 2014    | 2015    | 2016    |
| ------- | ------- | ------- | ------- | ------- | ------- | ------- |
| 38 959  | ↗38 992 | ↗39 455 | ↗39 866 | ↗40 000 | ↗40 135 | ↘40 024 |
| 2017    | 2018    | 2019    | 2020    | 2021    |         |         |
| ↘39 841 | ↗40 317 | ↗40 867 | ↗41 199 | ↘40 977 |         |         |

## Состав городского поселения
| № | Населённый пункт | Тип населённого пункта        | Население |
| - | ---------------- | ----------------------------- | --------- |
| 1 | Лянтор           | город, административный центр | ↘40 977   |

## Местное самоуправление
Главы городского поселения
- Сергей Александрович Махиня
- с 26.03.2023 года — Алексей Николаевич Луценко[15]